# Савез трију царева
Савез трију царева или Тројецарски савез скуп је споразума између Русије, Немачке и Аустроугарске, закључених у 1873, 1881 и 1884. години.

## Први договор 1873. године
Дана 25. маја (6. јуна) 1873. у време посете цара и министара иностраних послова Русије А. М. Горчакова у Бечу, Александар II и Франц Јозеф I потписали су у Шенбруну (близу Беча) споразум. Споразум је могао да се прекине само након 2 године након упозорења једна од страна. 11. (23) Октобар 1873. споразуму је приступила Немачке. То је био почетак „Лиге трију царева“. 
У 1878. споразум је тешко уздрман после руско-турског рата, када је током Берлинског конгреса Бизмарк подржао Аустроугарску против Русије.

## Договори 1881. и 1884. године
Датума 6. (18) јуна 1881. у Берлину потписан је нови уговор трију цара. Споразум у Берлину је потписан на обострано гаранције између Русије, Немачкој и Аустроугарске. Уговор је потписан на 3 године и продужен 15. (27) март 1884. за још 3 године. Уговор је поткопан 1885-86 затегнутим аустро-руским односима, услед ескалације бугарског питања, и „Лига трију царева“ је на крају пропала не продужавањем 1887. године.